# 王宏 (1963年)
王宏（1963年5月—），男，汉族，山东青岛人，中华人民共和国政治人物。中国海洋大学环境科学专业毕业，研究生学历，博士学位，享受国务院政府特殊津贴。中共第十九届中央委员会候补委员。

## 生平
1985年7月参加工作，任国家海洋信息中心助理工程师、工程师。1993年6月，任国家海洋信息中心研究室副主任、副处长、处长。1994年12月加入中国共产党。1997年1月，任国家海洋信息中心副主任、常务副主任。1999年9月，任国家海洋信息中心主任。2001年12月，任国家海洋局办公室（财务司）党委书记兼副主任（副司长）。2004年8月，任国家海洋局人事司司长。2006年4月，任国家海洋局副局长、人事司司长。2007年8月，任国家海洋局副局长。2015年1月，接替刘赐贵任国土资源部党组成员、国家海洋局局长、中国海警局政治委員。2018年3月，出任新設的自然資源部党组成员。免去原国土资源部党组成员、原国家海洋局局长等職務。2020年7月，任自然資源部副部长。2023年，他当选为全国人大环境与资源保护委员会副主任委員。